# 문민
문민(文敏, ? ~ ?)은 조선의 문신이다.
남평 문씨로 조선 문종의 후궁 숙의 문씨의 아버지이며, 1431년(세종 13) 호군을 거쳐 1441년 판서운관사, 이듬해 판통례문사에 이르렀고, 대호군, 첨지 등을 역임하였다.